# Hectorella
Hectorella je monotipski biljni rod trajnica iz porodice bunarkovki.
Jedina vrsta je H. caespitosa, patuljasti grmić koji formira jastučasti oblik na stjenoviztim staništima Južnog otoka na Novom Zelandu. Njezine pojedinačne rozete sastavljene od mnogih preklapajućih zelenih, trokutastih listova. Sjedeći cvjetovi čine 'krunice' oko svake rozete. Pojedine biljke su ili muške ili ženske.

## Sinonimi
- Hectorella elongata Buchanan
- Lyallia caespitosa (Hook.f.) Nyananyo & Heywood